# Agustín Jiménez
Agustín Jiménez (Madrid, 18 de octubre de 1970) es un actor y humorista español.

## Biografía
Agustín Jiménez nació en 1970 en Madrid, en el seno de una familia de Trujillo (Cáceres). Licenciado en la RESAD en 1993, se formó y trabajó en diversas ramas del arte. Fue profesor de teatro del grupo Rosa Chacel durante ocho años consecutivos. Miembro de la Agrupación Coral El Madroño y de la Compañía Lírica Barbieri durante 7 años, actuando en Los Veranos de la Villa. Miembro fundador de la emisora Radio Enlace. Miembro de la SEI como ilusionista profesional (habiendo sido alumno en la escuela de Juan Tamariz), y del Club de Payasos Españoles y Artistas de Circo.
Estudió pantomima clásica con Julio Castronuovo y Pepe Viyuela y participó en proyectos durante años en la UNED y otras instituciones. Entre sus trabajos más destacados se encuentran las colaboraciones con la compañía Tricicle.
Fue asesor creativo de espectáculos y obras de teatro, trabajando para varias compañías, en televisión y radio. Profesor del INEM de animadores turísticos, profesor en la Unión de Actores y docente en la escuela de magia de Ana Tamariz, de la que aún es colaborador habitual. Ponente en la UNED y creador de material pedagógico para ARCE.
Fue protagonista de un gran número de obras y habitual de compañías y productoras de renombre como Yllana, Pentación, Focus y Nearco. Entre sus trabajos más destacados se encuentran las obras La cena de los idiotas, El apagón, Una boda feliz, Ben Hur (Festival Internacional de Teatro Clásico de Mérida). Es autor teatral de varios espectáculos y ha adaptado obras de otros autores.
En televisión fue guionista de series como 7 vidas, Casi perfectos o La hora de José Mota. Presentador con programas propios y colaborador en programas de entretenimiento: Diario del Analista Catódico, El hormiguero, El club de Flo, Splunge, La noche... con Fuentes y cía, Los irrepetibles, Espinete no existe y muchos más.
Además de su obra como actor de teatro, cine y televisión, Jiménez ha sido articulista con sección propia en la revista Maxim, en el periódico Marca, y en otros magazines. Cuenta con cuatro libros publicados (en editoriales como Espasa Calpe): Gente como que no, Los monólogos que te dije, Comedy zoo y Qué pequeño es el cine, que me ha cabido en este libro. Escribió uno de los capítulos del libro Micro abierto  de la Colección de Estudios de la Universidad Autónoma de Madrid, sobre stand up comedy. Escritor de numerosos prólogos para otros autores y publicaciones sobre comedia.
Es colaborador de radio desde que fundara Radio Enlace. Ha trabajado en Cadena 100, La Cadena SER, Radio Marca, y actualmente es colaborador habitual del programa de Carlos Alsina Más de uno, en Onda Cero.

## Trayectoria profesional

### Actor
- Un mal día lo tiene cualquiera (2024).
- Miamor perdido (2018).
- Yucatán (película), de Daniel Monzón (2018).
- Cine basura (2016).
- Ocho apellidos catalanes (2015).
- Chiringuito de Pepe (2014)... Janfri.
- Se hace saber (2013-2014).
- Atahualpa de Jimmy Entraigües.
- Me prometiste sangre (cortometraje, 2011).
- El divo (10 capítulos, 2011).
- La hora de José Mota (2009-2010).
- ¡A ver si llego! (2009).
- Los irrepetibles de Amstel (18 capítulos, 2007): él mismo.
- 7 vidas (2006).
- Splunge (2005).
- Mis adorables vecinos (60 episodios, 2004).
- Telecompring (7 capítulos 2003).
- La hora chanante (16 capítulos, 2002-2003) - Varios personajes.
- ¡Hasta aquí hemos llegado! (2002)... Antonio.
- La kedada (2002)... Barman.
- Soy un truhan, soy un señor (2017) videoclip de Porretas.

### Escritor
- Manual de locución para emisoras comunitarias.
- Qué pequeño es el cine que me ha cabido en este libro. Ed. Espejo de tinta.
- Los monólogos que te dije. Ed. Planeta.
- Guionista: 7 vidas, Casi perfectos, La hora de José Mota.
- Gente como que no. Ed. Espasa.